# Звіздочолий
«Звіздочо́лий» (англ. The Adventure of Silver Blaze) — твір із серії «Спогади Шерлока Холмса» шотландського письменника Артура Конана Дойла. Вперше опубліковано у Strand Magazine у 1888 році.

## Сюжет

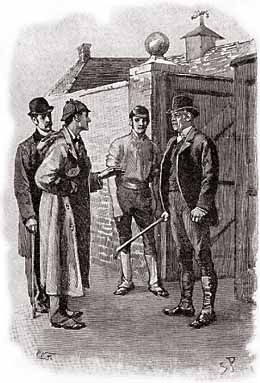
Холмс розслідує справу

Напередодні змагань зникає один з фаворитів, переможець попередніх перегонів, кінь «Звіздочолий» та знайдено труп його господаря.
У ході розслідування Шерлок Холмс вистежує Звіздочолого, знаходячи його та чиїсь людські сліди в ґрунті. Стає відомо, що тварину хотіли використати задля більшого заробітку. Завдяки діям лондонського детектива все стає на свої місця.